# Phrynocephalus rossikowi
Phrynocephalus rossikowi är en ödleart som beskrevs av  Alexander Nikolsky 1898. Phrynocephalus rossikowi ingår i släktet Phrynocephalus och familjen agamer. Artepitet i det vetenskapliga namnet hedrar den ryska zoologen K. N. Rossikov.
Arten förekommer vid floden Amu-Darja i gränsområdet mellan Turkmenistan och Uzbekistan. En liten avskild population finns i centrala Turkmenistan. Ödlan vistas i låglandet upp till 500 meter över havet. Habitatet utgörs av öknar. Phrynocephalus rossikowi föredrar oaser. Honor lägger ägg.
Beståndet hotas av vattenbrist. Enligt uppskattningar minskade hela populationen med 75 procent under tio år (räknad från 2014). Utbredningsområdet är cirka 500 km² stort. IUCN listar arten som starkt hotad (EN).

## Underarter
Arten delas in i följande underarter:
- P. r. rossikowi
- P. r. shammakowi